# Ildebrando Pizzetti
Ildebrando Pizzetti   (Parma, 20 de setembre de 1880 - Roma, 13 de febrer de 1968) fou un compositor italià de música clàssica, musicòleg i crític musical. Juntament amb Ottorino Respighi, Gian Francesco Malipiero i Alfredo Casella, va ser un dels principals compositors de la generació de compositors italians nascuts cap al 1880, l'anomenada "Generació de 1880". Pizzetti és considerat un dels compositors italians més destacats d'aquesta generació, malgrat haver caigut en l'oblit possiblement per la seva inclinació conservadora en un període marcat per la innovació. Malgrat això, va ser un creador polifacètic i productiu, destacant no només en l’òpera, sinó també en les seves valuoses aportacions a la música coral, vocal i de cambra.
La "Generació de 1880" van ser els primers compositors italians després d'un llarg període en què les seves aportacions més destacades no es van centrar en l'òpera. Les tradicions instrumentals i a cappella no havien mort mai a la música italiana i havien produït, per exemple, els quartets de corda d'Antonio Scontrino (1850–1922) i les obres del mestre de Respighi, Giuseppe Martucci; però amb la "Generació de 1880" aquestes tradicions es van fer més fortes.

## Biografia
Ildebrando Pizzetti era fill d'Odoardo Pizzetti, un pianista i professor de piano que va ser el primer professor del seu fill. Al principi, Pizzetti semblava dirigit a una carrera com a dramaturg —havia escrit diverses obres, dues de les quals havien estat produïdes. Va iniciar els estudis musicals a quinze anys al Conservatori de Parma, sota la direcció del mestre Giuseppe Gallignani i de Giovanni Tebaldini a partir de 1897. Tebaldini li va despertar el seu interès de tota la vida per la música antiga d'Itàlia, el qual es reflectiria en la seva pròpia música i en els seus escrits. Es va graduar el 1901. Tot seguit, Pizzetti es va dedicar tant a la composició com a la docència.
L'any 1908 és nomenat professor de contrapunt del Conservatori de Parma i un any més tard va ser mestre de teoria i composició a Conservatori de Florència, la direcció del qual li és conferida l'any 1918. Allà desplegà amb gran profit les seves activitats artístiques fins al 1924, que li és oferta la direcció del Conservatori de Milà. El 1936 va ser el successor de Respighi a l'Acadèmia Nacional de Santa Cecília de Roma de 1936, fins al 1958. Entre els seus alumnes hi havia Mario Castelnuovo-Tedesco, Olga Rudge, Manoah Leide-Tedesco, Franco Donatoni i Amaury Veray. També crític musical, va escriure diversos llibres sobre la música d'Itàlia i de Grècia i va cofundar una revista musical. Pizzetti va ser un defensor actiu del feixisme i va signar el Manifest dels intel·lectuals feixistes el 1925.
Deixeble del poeta, dramaturg i revolucionari Gabriele d'Annunzio, Pizzetti va escriure música incidental a les seves obres, i va estar molt influenciat pels temes foscos neoclàssics de d'Annunzio. Amb l’amistat d’aquest gran poeta, van iniciar plegats una col·laboració activa, fruits de la qual foren la tragèdia musical Fedra (1909-12), la música per al drama La Pisanella (1913) i Le Cinque Liriche. Una de les òperes posteriors de Pizzetti, La figlia di Jorio, és un escenari de l'obra homònima de d'Annunzio de 1904. La més famosa d’aquestes seria I pastori.
Va ser nomenat membre de la Reial Acadèmia d'Itàlia el 1939. Com va assenyalar Sciannameo, les seves relacions amb el govern feixista dels anys quaranta eren sovint positives, de vegades mixtes; va rebre en un moment premis elevats, i l'única simfonia dels seus anys de maduresa va ser el producte d'un encàrrec dels seus aliats japonesos per celebrar el "XXVI Centenari de la fundació de l'Imperi Japonès" (la Sinfonia da Requiem de Benjamin Britten també va ser encarregada per a aquest esdeveniment, encara que va ser rebutjat a causa del seu final; el seu final original va ser redescobert després de la mort de Britten i només es va estrenar aleshores.) La Simfonia en A de Pizzetti es va estrenar com s'indica a l'article, i enregistrada el 1940, i de nou per Naxos amb el seu Concert per a arpa (Naxos 8573613, 2017).
El seu Concert per a violí en la va ser estrenat l'any 1944 per Gioconda de Vito; aquest sembla ser l'únic concert per a violí del segle XX que va tocar mai.
Algunes de les seves obres es van publicar amb el nom "Ildebrando da Parma", com per exemple per al drama La Nave, de D’Annunzio (1905).

## Obres seleccionades

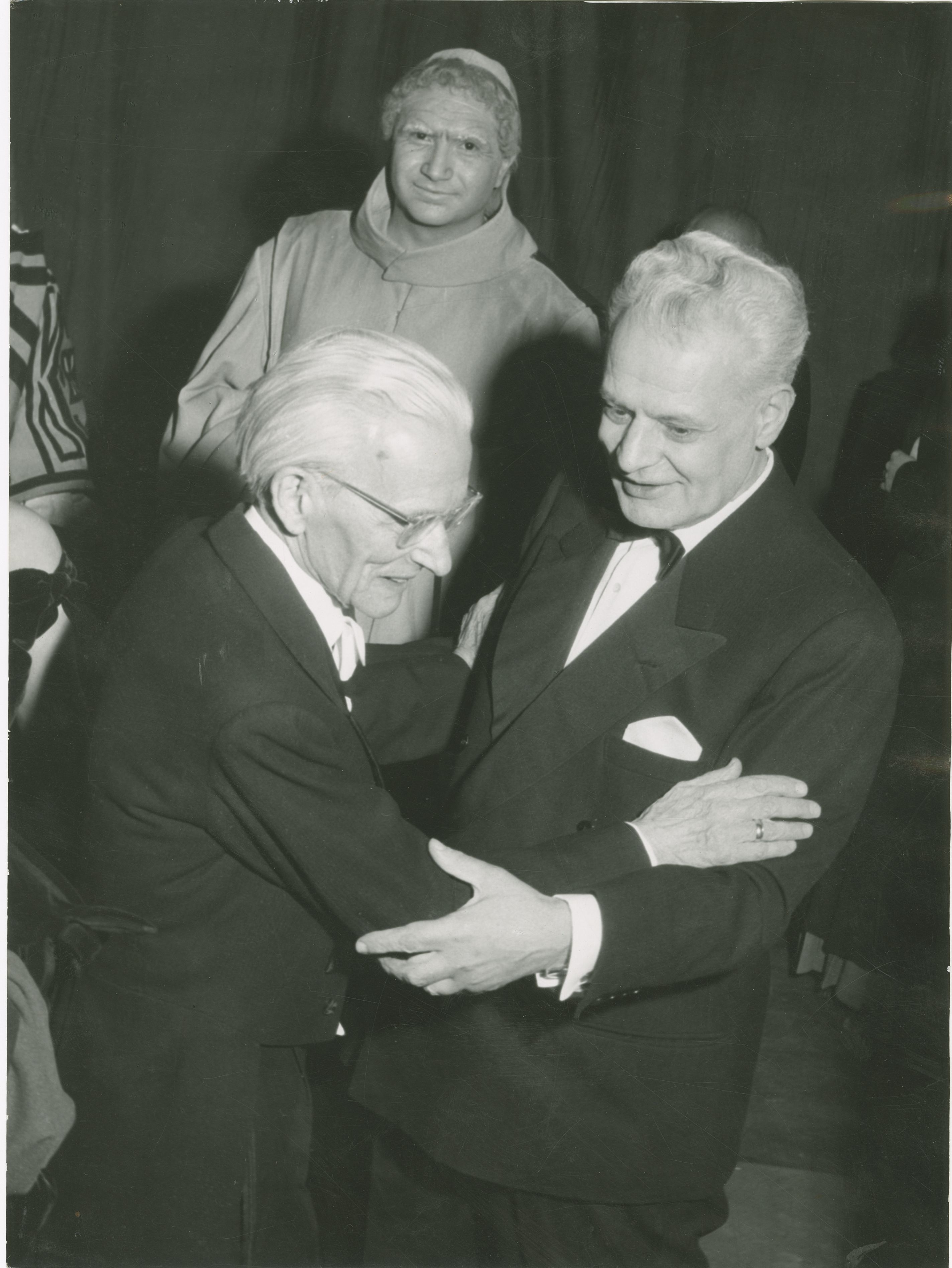
Ildebrando Pizzetti (a l'esquerra) el 1963 a La Scala de Milà

### Òperes
- Sabina (1897)
- Il Cid (1903)
- Aeneas (1903)
- Mazeppa (1905, inacabada)
- Gigliola (1914, inacabada)
- Fedra (1915)[5]
- Debora e Jaele (1922)[6]
- Fra Gherardo (1928)
- Lo straniero (1930)
- Orsèolo (1935)
- L'oro (1947)
- Vanna Lupa (1949)
- Ifigenia (1950)
- Cagliostro (1953)
- La figlia di Jorio (1954)
- Povera gente (1956, inacabada)
- Assassinio nella cattedrale (1958) (amb Nicola Rossi-Lemeni i Leyla Gencer al repartiment original, dirigida per Gianandrea Gavazzeni i amb escenografia de Margherita Wallmann a La Scala)
- Il calzare d'argento (1961)
- Clitennestra (1965)

### Música orquestral
- Simfonia en la in celebrazione del XXVIo centenario della fondazione dell'Impero giapponese (1940)[6]
- Música incidental, especialment per a obres de d'Annunzio, com ara:  
  - La Pisanelle (1912–13)[7]
- Suite de La Pisanelle (estrenada el 1919)[7]
- Concert per a arpa en mi bemoll (1960)[8][9]
- 3 Sonetti del Petrarca
- Tre composizioni corali
- Altres obres vocals, com ara Epithalamium (1939? 1940, interpretada a un concert a la Biblioteca del Congrés l'abril de 1940 i de nou el 1977)
- Concert per a violoncel en do menor (1933-34)[6]
- Concert per a violí en la (1944)[6][10]
- Concert per a viola (1955, inacabada)
- Canti della stagione alta: concert per a piano i orquestra (1930)
- Sinfonia del fuoco (a partir de la música per a la pel·lícula muda Cabiria)
- Rondo veneziano (1929)
- Concerto dell’Estate
- Tre Preludii sinfonici per L'Edipo Re di Sofocle (1903)

### Música de cambra
- Sonata per a violí en do menor (1900)
- Quartet de corda núm. 1 en la major (1906)[11]
- Sonata per a violí en la (promoguda per Yehudi Menuhin), escrita entre 1918 i 1919,[12] publicada el 1920
- Sonata per a violoncel en Fa (1921), publicada el 1922
- Tre canti per a violoncel i piano (1924)[13]
- Sonata per a piano, publicada el 1942
- Trio amb piano en sol menor (1900)
- Trio amb piano en la (de 1925)[13]
- Quartet de corda núm. 2 en re (escrit entre 1932 i 1933, publicat el 1934)

### Música sacra
- Messa di Requiem (1922-1923)[14]
- Cantata: Filiae Jerusalem, Adjuro Vos (1966)[15]

### Bandes sonores
- Cabiria (1914) (Pizzetti va compondre la Sinfonia del Fuoco de 10 minuts per a l'escena clau del sacrifici a la pel·lícula)
- The Ship (1921)
- The Betrothed (1941)